# Nick Heidfeld
Nick Lars Heidfeld (Mönchengladbach, 10 maggio 1977) è un ex pilota automobilistico tedesco. È stato attivo nella massima categoria formulistica, la Formula 1, dal 2000 fino al 2011. Detiene, al 2025, il primato del maggior numero di podi in F1 senza vittorie (13).

## Carriera

### Gli esordi

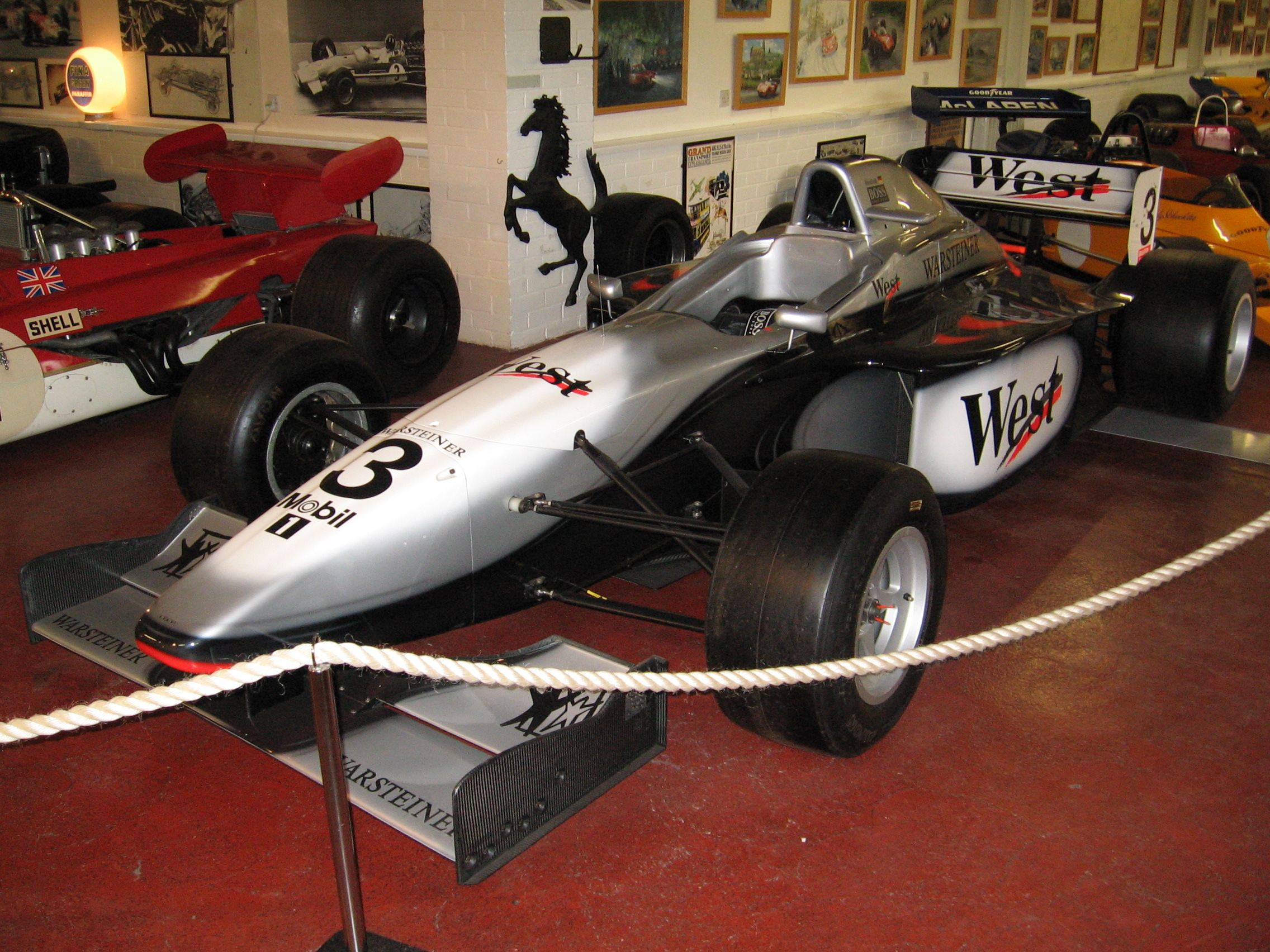
La vettura con cui Heidfeld vinse il campionato di Formula 3000 nel 1999

Heidfeld cominciò a disputare gare di kart nel 1988 per poi passare alla Formula Ford 1600 tedesca nel 1994 vincendo otto gare delle nove in programma e conquistando il titolo; l'anno successivo conquistò il campionato internazionale tedesco di Formula Ford 1800, giungendo secondo nella Zetec Cup (anche questa disputata con vetture di Formula Ford 1800). Nel 1996 passò al campionato di F3 tedesca, dove chiuse terzo in classifica con 3 vittorie all'attivo e attirando l'attenzione di Norbert Haug, che gli garantì l'appoggio della McLaren; nel 1997 Heidfeld continuò a correre nella F3 tedesca, conquistando il titolo e vincendo anche l'evento di contorno al Gran Premio di Monaco di Formula 1. Trasferitosi nel 1998 in Formula 3000 disputò due stagioni con il West Competition, lo junior team McLaren; fu in lizza per il titolo fino all'ultima gara, venendo poi battuto da Juan Pablo Montoya. L'anno seguente dominò il campionato, vincendo quattro gare e chiudendo con ventinove punti di vantaggio sul secondo classificato, il danese Jason Watt. Nel 1999 fece anche parte della squadra Mercedes alla 24 Ore di Le Mans, non prendendovi però parte in seguito ai capottamenti in pieno rettilineo delle vetture di Mark Webber e Peter Dumbreck, che spinsero la squadra a ritirarsi dalla competizione.

### Formula 1

#### 1998-1999: McLaren
Parallelamente ai suoi impegni in Formula 3000, nel 1998 e nel 1999 Heidfeld ricoprì il ruolo di collaudatore per la McLaren; in occasione del Gran Premio del Belgio, la Prost annunciò di aver messo sotto contratto il pilota tedesco per la stagione 2000.

#### 2000: Prost
La vettura si rivelò, tuttavia, poco competitiva e inaffidabile: al debutto assoluto nel Gran Premio d'Australia Heidfeld stupì battendo l'esperto compagno di squadra Alesi in qualifica, ma in gara chiuse in nona e ultima posizione, staccato di due giri. Nel prosieguo della stagione il pilota tedesco subì pure una squalifica al GP d'Europa a causa del sottopeso della sua vettura e conquistò un ottavo posto nel Gran Premio di Monaco come miglior risultato; Heidfeld si rese protagonista di diversi contatti con il suo compagno di squadra, che nel Gran Premio d'Austria portarono al ritiro entrambi. Inoltre come il compagno non arrivò mai in zona punti concludendo il campionato al ventesimo posto, classificandosi meglio di Alesi grazie ai migliori piazzamenti.

#### 2001-2003: Sauber
Nel 2001 Heidfeld passò alla Sauber, con cui firmò un contratto triennale, conquistando il primo arrivo a punti in carriera nella gara inaugurale, il Gran Premio d'Australia, nel quale giunse quarto. Nel Gran Premio del Brasile il pilota tedesco fece ancora meglio, chiudendo in terza posizione e riportando una monoposto del team elvetico sul podio tre anni dopo il Gran Premio del Belgio 1998, nel quale Jean Alesi era giunto terzo. Nelle restanti gare Heidfeld raccolse cinque sesti posti, conquistando in tutto dodici punti e chiudendo il campionato in settima posizione, alla pari con Villeneuve e Trulli; la Sauber ottenne il miglior risultato della propria storia, con il quarto posto in classifica nel campionato costruttori. Grazie ai buoni risultati si parlò anche di un passaggio del giovane tedesco alla McLaren al posto di Mika Häkkinen, che si sarebbe ritirato a fine stagione; la scuderia inglese gli preferì però il debuttante compagno di squadra Kimi Räikkönen, che aveva brillato soprattutto nella seconda parte di stagione. Heidfeld rimase alla Sauber anche per la stagione 2002. La vettura, pur essendo molto affidabile (il pilota tedesco si ritirò solo tre volte, due delle quali per incidente), era meno competitiva di quella della stagione precedente. Heidfeld giunse a punti in quattro occasioni (contro le sette del 2001), con un quarto posto nel Gran Premio di Spagna come miglior risultato. In Austria fu coinvolto in uno spettacolare incidente con Takuma Satō. Chiuse l'anno con sette punti e il decimo posto in classifica, facendo comunque meglio del debuttante compagno di squadra Felipe Massa. Nel campionato 2003 gli venne affiancato, invece, l'esperto Frentzen, di Mönchengladbach come lui. La stagione fu ancora più deludente della precedente: nonostante il nuovo regolamento prevedesse l'allargamento della zona punti alle prime otto posizioni (mentre prima prendevano punti i primi sei classificati), Heidfeld conquistò solo sei punti, venendo nettamente battuto dal compagno di squadra, che ne ottenne più del doppio, riuscendo anche, seppur fortunosamente, a salire sul podio nel Gran Premio degli Stati Uniti.

#### 2004: Jordan

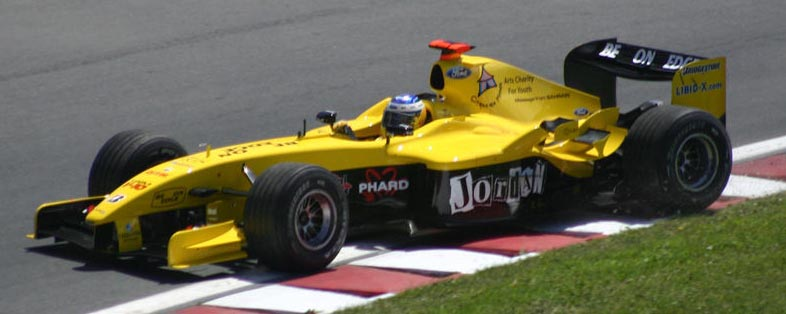
Heidfeld impegnato nel Gran Premio del Canada 2004

Per la stagione 2004 Heidfeld, senza altre offerte, venne ingaggiato da Eddie Jordan. Tuttavia la scuderia Jordan era ormai in crisi profonda e infatti la monoposto si rivelò molto poco competitiva e inaffidabile, ma Heidfeld riuscì a ottenere punti sia nel Gran Premio di Monaco (che chiuse in settima posizione), che nel Gran Premio del Canada, nel quale la squalifica delle due Williams e delle due Toyota per infrazioni tecniche lo fece avanzare in ottava posizione. Chiuse l'anno con tre punti e il diciottesimo posto in campionato.

#### 2005: Williams
Per la stagione 2005 fu assunto (dopo una prova comparativa con Antônio Pizzonia) dalla Williams per un'annata di transizione, dopo l'addio di Ralf Schumacher e di Juan Pablo Montoya. L'avvio di stagione fu abbastanza buono, Heidfeld conquistò anche la pole position al Gran Premio d'Europa al Nürburgring (in cui arrivò secondo, come a Monaco) e in totale andò 3 volte sul podio. Nella seconda parte di stagione, tuttavia, la vettura perse competitività e a cinque gare dalla fine, il pilota tedesco si infortunò, chiudendo anticipatamente la stagione e finendo undicesimo in campionato.

#### 2006-2009: Il ritorno alla Sauber

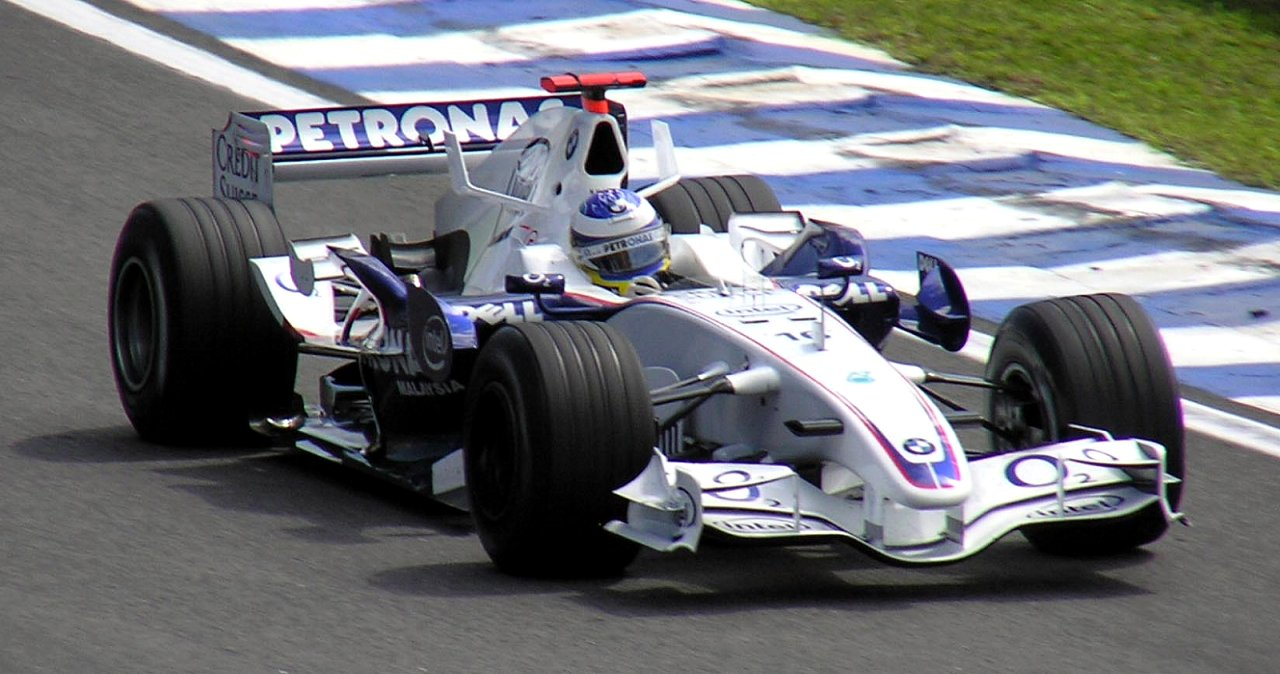
Heidfeld al Gran Premio del Brasile 2006.

Per la stagione 2006 la BMW, lasciata la Williams, portò Heidfeld alla nuova scuderia, fondata sulle ceneri della Sauber appena acquistata. Heidfeld batté il compagno Jacques Villeneuve nel confronto diretto in gara (ma non in qualifica), conquistando anche il primo podio per la BMW Sauber col 3º posto in Ungheria. Alla fine dell'anno fu 9º, mentre la BMW Sauber (anche con l'apporto del collaudatore Kubica, promosso titolare) giunse 5º nel campionato costruttori davanti alla Toyota. Iniziò molto bene il campionato 2007 arrivando sempre 4º nei primi tre appuntamenti (Australia, Malesia, e Bahrain). Arrivò al secondo posto nel Gran Premio del Canada e terzo nel Gran Premio d'Ungheria ed ancora 4º nel Gran Premio d'Italia e in quello di Turchia. Concluse la stagione al quinto posto nella classifica iridata con 61 punti, mentre la scuderia concluse seconda con 101 punti, grazie alla squalifica della McLaren dalla classifica costruttori a causa dello scandalo di spionaggio industriale ai danni della Ferrari. 
La stagione 2008 iniziò con un secondo posto nella travagliata gara d'apertura in Australia, seguito da due piazzamenti in zona punti (6º in Malesia e 4º in Bahrain) e da un secondo posto in Canada, nella gara che vide la vittoria del compagno di squadra Robert Kubica. Oltre a questi buoni risultati, riuscì ad ottenere altri due secondi posti: in Gran Bretagna e in Belgio (complice anche la penalizzazione di Lewis Hamilton) ed ancora 5º in Turchia, Italia e Cina 4º in Germania e 6º a Singapore. Concluse la stagione al sesto posto nella classifica iridata con 60 punti mentre la BMW Sauber terza con 135 punti. La stagione 2009 cominciò decisamente male per i piloti della BMW Sauber e per la scuderia stessa, non in grado di confermare le prestazioni delle stagioni 2007 e 2008. Heidfeld riuscì ad arrivare 2º nel Gran Premio della Malesia, grazie anche alla pioggia intensa e ad una strategia di rifornimento impeccabile. Non avendo completato il 75% del totale previsto, il regolamento prevedeva l'assegnazione di metà punteggio quindi 4 punti anziché 8. Per vedere altri punti fu necessario arrivare al Gran Premio di Spagna, nel quale Heidfeld arrivò 7º. Una timida ripresa si ebbe al Gran Premio del Belgio, dove entrambe le BMW chiusero a punti, con Heidfeld (partito 3º) giunto 5º e Kubica (partito 5º) arrivato 4º (per la prima volta nella stagione 2009).

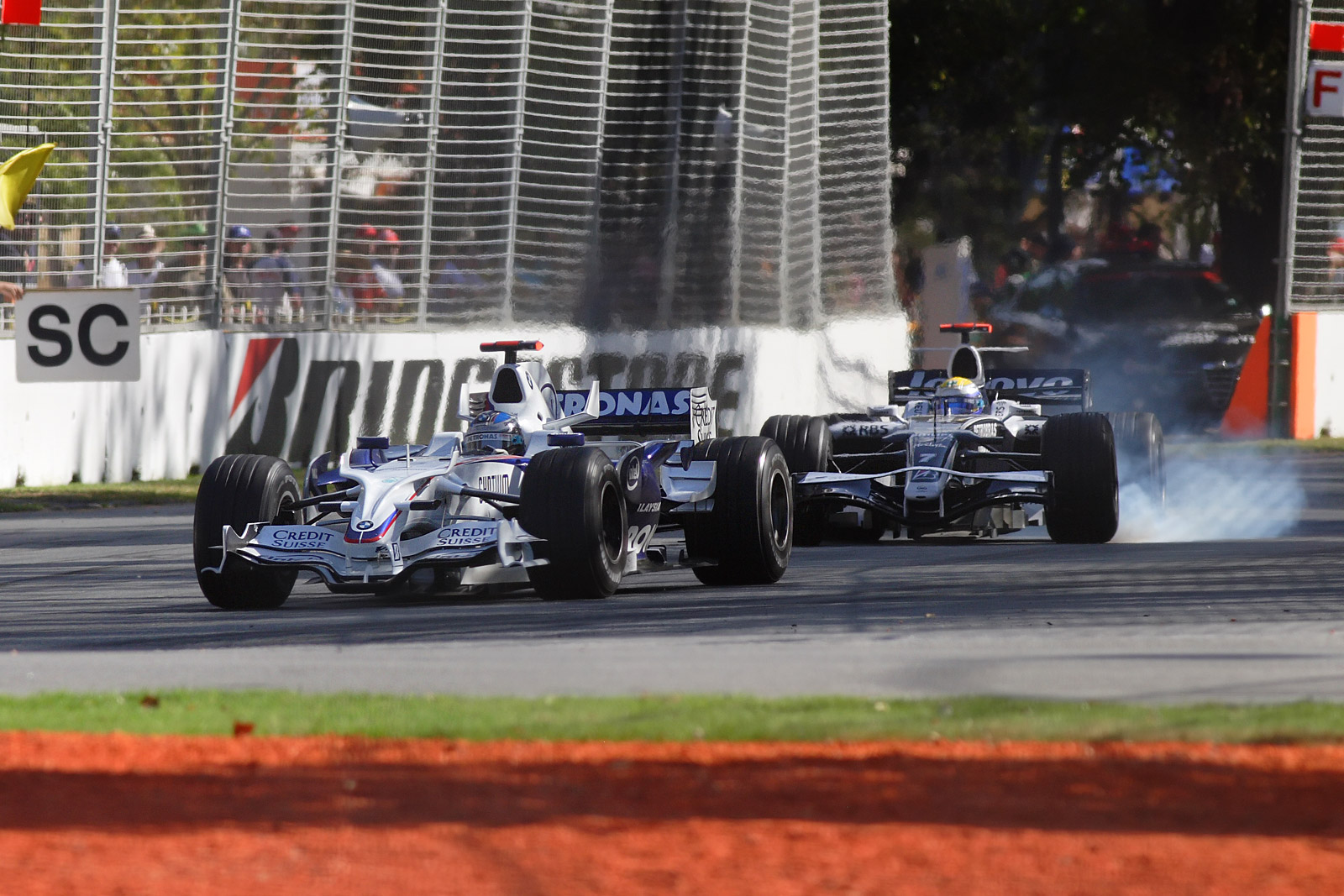
Heidfeld davanti a Nico Rosberg durante il Gran Premio d'Australia 2008.

Ancora punti per Heidfeld nel Gran Premio d'Italia, in cui giunse 7º e nel Gran Premio del Giappone, con il 6º posto. Nel Gran Premio di Singapore venne coinvolto in un incidente, a seguito del quale entrò la Safety Car per far rimuovere i detriti lasciati dalle vetture sul tracciato. L'incidente ebbe origine dal tentativo di Adrian Sutil di passare Jaime Alguersuari all'interno della curva 14. Il pilota della Force India finì in testacoda ma, nel tentativo di rimettersi sul tracciato in fretta, accelerò di colpo e la sua vettura colpì quella del sopraggiungente Nick Heidfeld. Per il tedesco fu il primo ritiro dal Gran Premio degli Stati Uniti 2007, con un record di 41 gran premi conclusi consecutivamente che sarebbe stato pareggiato solo in occasione del GP d'Italia del 2020 da Lewis Hamilton. Sutil venne multato di 20.000 dollari per guida non prudente. Nel Gran Premio di Abu Dhabi Heidfeld chiuse al 5º posto, superando, grazie a questi 4 punti, Kubica nella classifica piloti, e permettendo alla BMW Sauber di scavalcare la Williams nella classifica costruttori.

#### 2010: L'arrivo alla Mercedes, il passaggio alla Pirelli e di nuovo alla Sauber

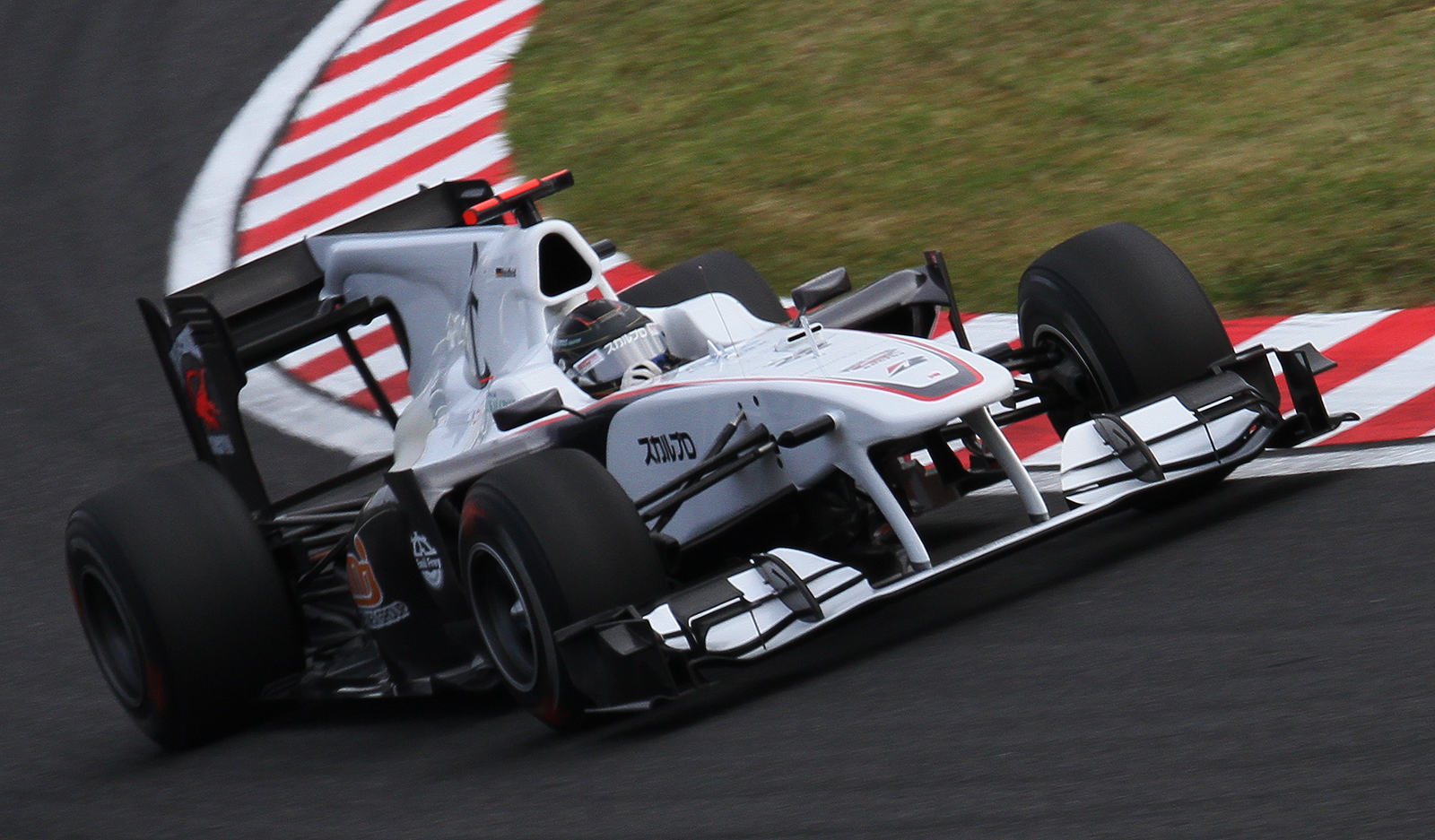
Heidfeld durante le prove libere del Gran Premio del Giappone 2010.

Non confermato dalla BMW Sauber, Heidfeld sembrò inizialmente favorito per affiancare Nico Rosberg nell'appena costituito team Mercedes nel campionato 2010, ma poi gli fu preferito il rientrante Michael Schumacher. Rimasto senza un volante in seguito al fallimento di una seconda trattativa con la Renault, Heidfeld assunse il ruolo di terzo pilota alla Mercedes. Dall'agosto 2010 fu ingaggiato dalla Pirelli per testare, su una Toyota TF109, gli pneumatici da fornire ai partecipanti al 2011. Perse questo incarico quando fu chiamato da Peter Sauber a sostituire Pedro de la Rosa a cinque gare dal termine del campionato, a partire dal Gran Premio di Singapore. Dopo essersi ritirato per incidente nella gara di rientro, Heidfeld ottenne due piazzamenti a punti nei gran premi di Giappone e Corea, nei quali giunse ottavo e nono rispettivamente. Questi risultati non portarono però a una riconferma alla Sauber per il 2011, infatti il nuovo compagno di scuderia di Kobayashi sarà Sergio Pérez.

#### 2011: Renault

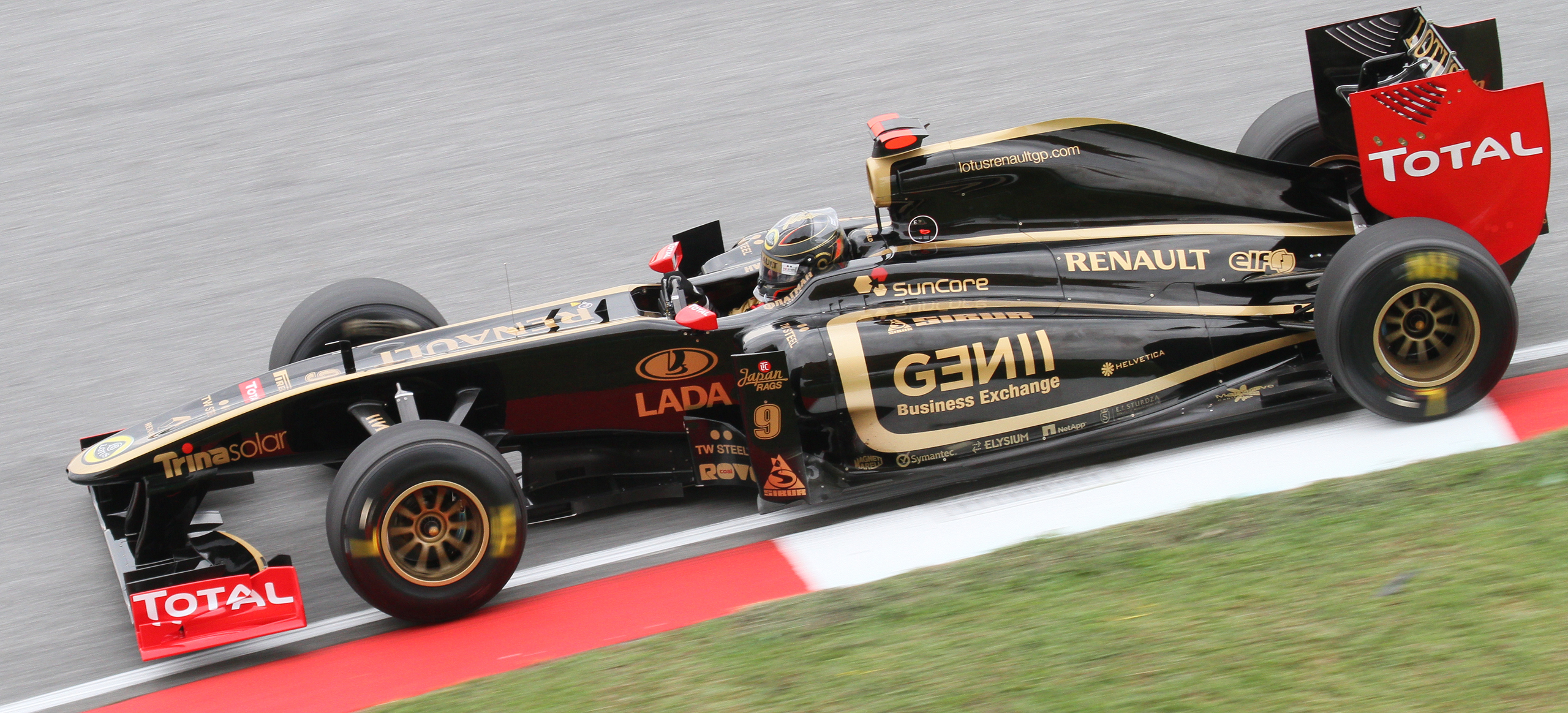
Heidfeld durante le prove libere del Gran Premio della Malesia 2011

Rimasto senza un volante per il campionato 2011, Heidfeld fu contattato dalla Renault in seguito al grave infortunio subito da Robert Kubica in un rally, che impose al polacco di rinunciare a prendere parte alla stagione. Dopo un breve confronto durante i test invernali con il collaudatore ufficiale Bruno Senna, il pilota tedesco fu scelto come sostituto di Kubica fino al suo ristabilimento completo. Dopo una prima gara piuttosto difficile, conclusa fuori dai punti dopo essere scattato dalla diciottesima posizione, nel Gran Premio della Malesia Heidfeld conquistò il terzo posto, alle spalle di Sebastian Vettel e Jenson Button. Il pilota tedesco giunse poi a punti in cinque delle nove gare successive, con un settimo posto nel Gran Premio di Turchia come miglior risultato. Nonostante precedesse in classifica il compagno di squadra Vitalij Petrov, pochi giorni prima del Gran Premio del Belgio Heidfeld fu licenziato dalla Renault, che lo sostituì con il collaudatore Bruno Senna. La scuderia motivò la propria scelta con l'insoddisfazione per le prestazioni del pilota tedesco, che avviò una causa legale contro la decisione del suo team.

### Endurance
Terminata l'esperienza nella massima serie automobilistica, dal 2012 partecipa con la scuderia Rebellion Racing a tre gare del mondiale Endurance, una delle quali è la 24 Ore di Le Mans, dove ottiene il terzo posto. Nel 2013 è nuovamente a bordo della Toyota del team svizzero, con il quale disputa cinque gare e ottiene buoni risultati, tra cui un terzo posto alla 6 Ore di San Paolo. Nel 2014 viene confermato dalla squadra elvetica; durante la stagione ottiene buoni risultati ma non riesce ad andare oltre due quarti posti a Silverstone e a Le Mans. Nel 2015 prende parte a sole tre corse in cui ottiene appena due punti, mentre nel 2016 gareggia esclusivamente nelle quattro gare iniziali della stagione dove si piazza per due volte quarto.

### Formula E

#### Venturi
2014-2015

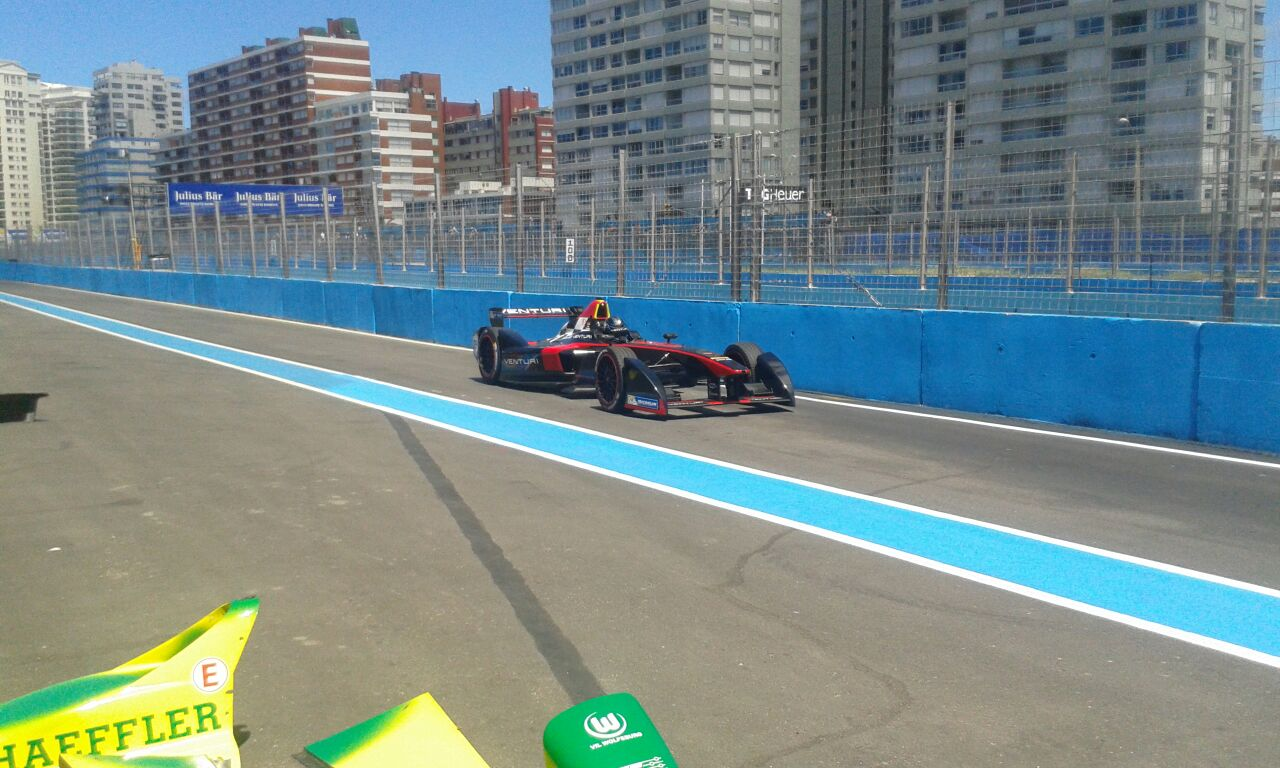
Heidfeld impegnato in Formula E a Punta del Este nel 2014.

Dalla stagione 2014-2015 il tedesco partecipa al neonato campionato di Formula E con il team Venturi Grand Prix; la stagione inizia positivamente per il tedesco che alla prima gara si ritrova subito a lottare per la vittoria, ma è poi costretto al ritiro all'ultima curva a causa di un incidente innescato da Nicolas Prost. Nella seconda gara il tedesco scatta dall'ottava casella ma viene poi costretto al ritiro in un incidente con Franck Montagny mentre si trovava al sesto posto. Il primo risultato di rilievo arriverà a Berlino, dove ottiene un 5º posto, seguito da un podio a Mosca ma dopo questi non riesce ad ottenere ulteriori punti. Termina la stagione al dodicesimo posto con 31 punti.

#### Mahindra
2015-2016

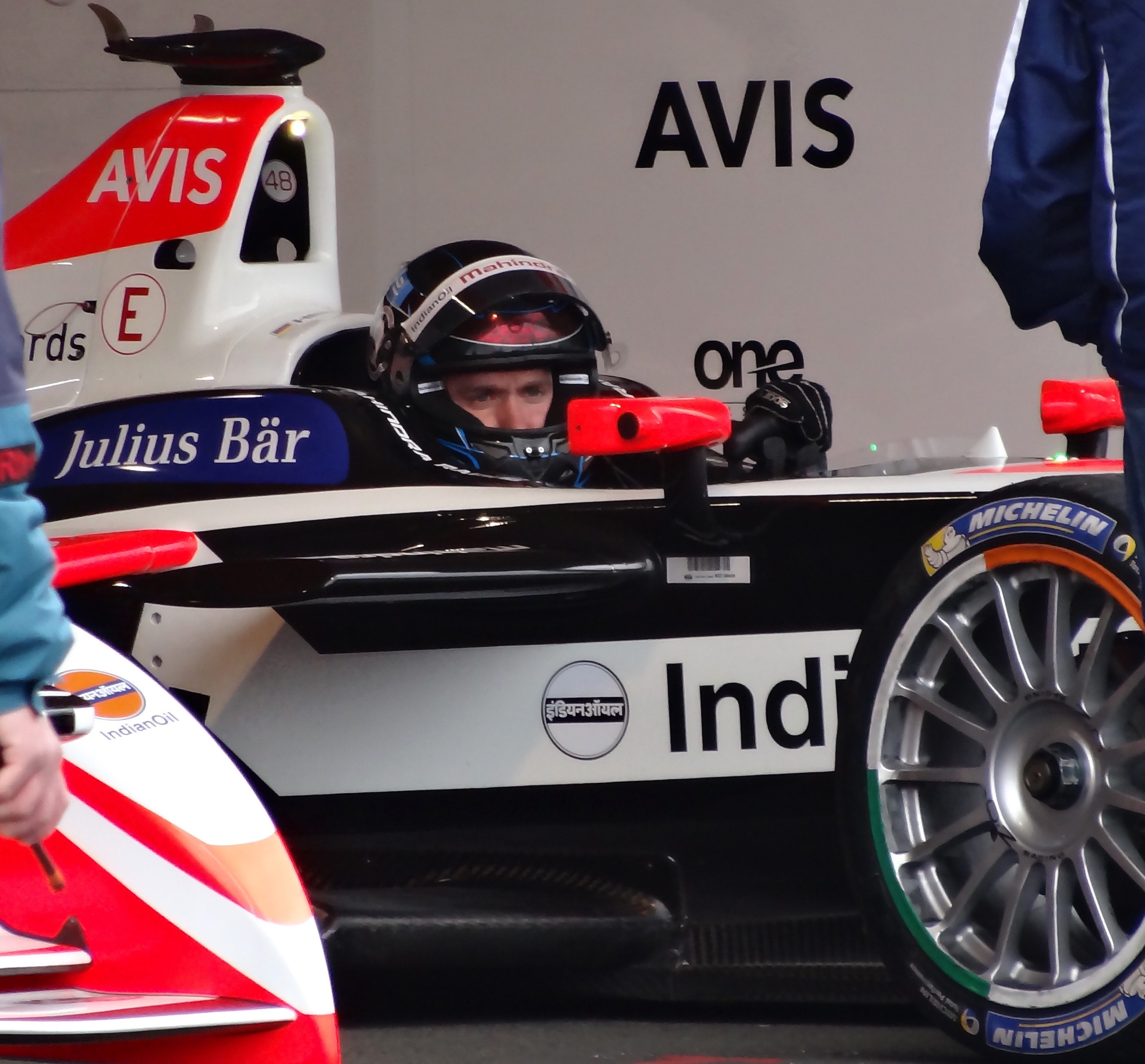
Heidfeld a Parigi.

Nella seconda stagione il tedesco correrà per il Team Mahindra Racing. Nella gara inaugurale della stagione ottiene il primo podio nella storia del Team, seguito da un nono posto in Malesia. Nello stesso E-Prix, però il tedesco subisce un infortunio al braccio che lo costringe a saltare la terza tappa. Rientra, riesce subito a cogliere punti giungendo 7º e nelle successive 2 gare giunge a punti sfiorando il podio a Long Beach. A Parigi giunge 12º, ottenendo comunque 2 punti per il giro più veloce e nella gara successiva giunge nuovamente settimo. All'ultimo appuntamento stagionale il tedesco giunge secondo, salvo poi essere penalizzato di 50 secondi per aver utilizzato due volte il fanboost. Termina la stagione al decimo posto con 53 punti.
2016-2017
La terza stagione inizia, come la precedente con un podio nella gara inaugurale. Dopo un nono posto a Marrakech, un quindicesimo a Buenos Aires e un incidente con il compagno di squadra mentre era in lotta per il podio a Città del Messico, conquista altri quattro terzi posti a Monte Carlo, Parigi, Berlino e New York che uniti ad un quinto posto nell'ultima gara a Montreal gli valgono 88 punti e il 7º posto in classifica, miglior risultato nella categoria.
2017-2018

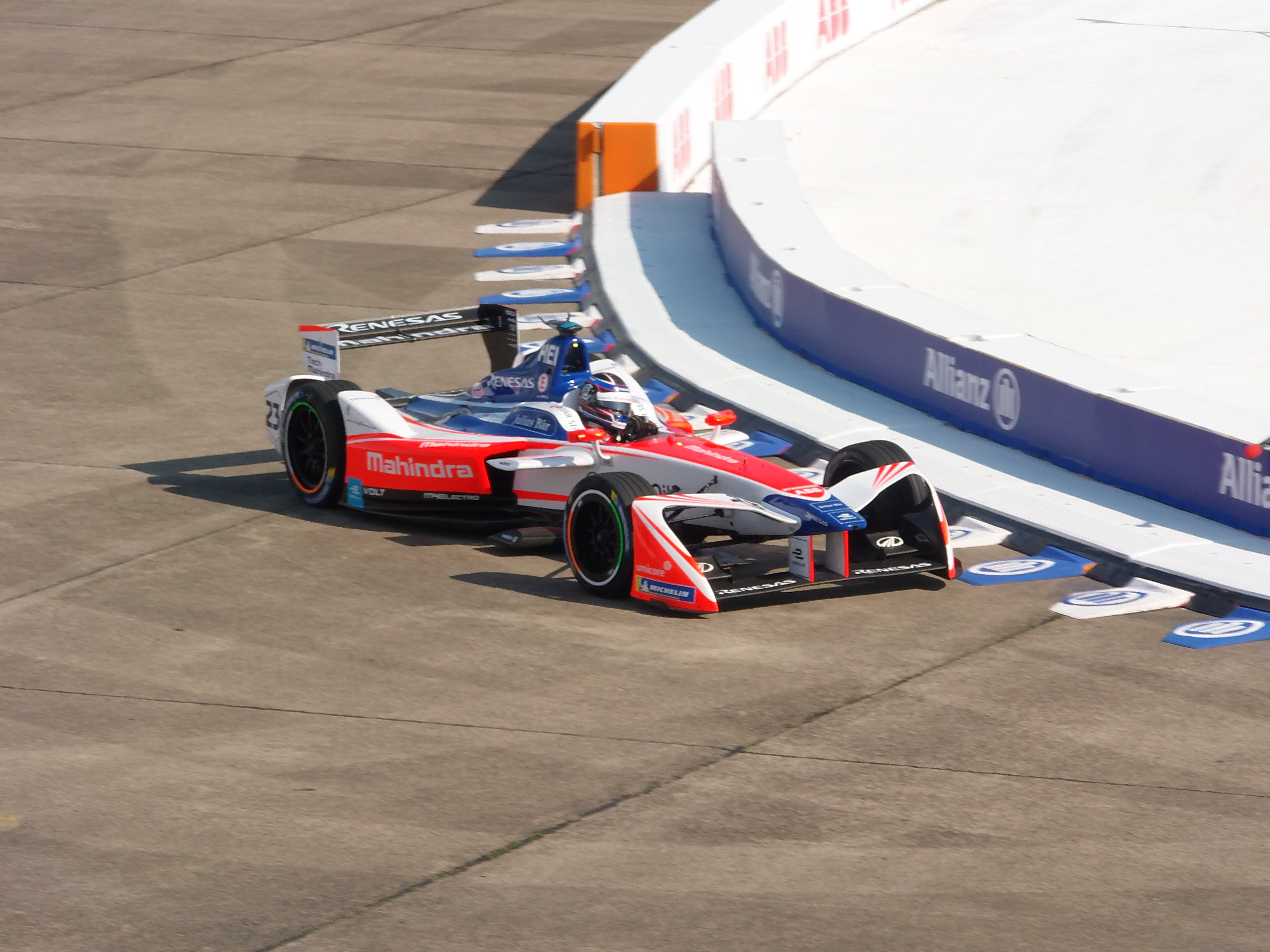
Heidfeld a Berlino nel 2018.

Nella stagione successiva viene confermato dal team Mahindra Racing, per la sua quarta stagione nella categoria. Per la terza volta consecutiva ottiene un podio nella gara inaugurale, svoltasi ad Hong Kong. Termina la stagione all'undicesimo posto con 42 punti. 
Per le tre stagioni successive il tedesco continua a lavorare con la scuderia indiana, ma in veste di collaudatore e terzo pilota. Il suo posto da titolare viene preso da Jerome D'Ambrosio, proveniente dalla Dragon Racing.

## Risultati sportivi

### Risultati in Formula 1
| 2000 | Scuderia | Vettura |   |     |     |     |    |    |   |     |    |     |    |     |     |     |   |     |     |  |  | Punti | Pos. |
| ---- | -------- | ------- | - | --- | --- | --- | -- | -- | - | --- | -- | --- | -- | --- | --- | --- | - | --- | --- |  |  | ----- | ---- |
| 2000 | Prost    | AP03    | 9 | Rit | Rit | Rit | 16 | SQ | 8 | Rit | 12 | Rit | 12 | Rit | Rit | Rit | 9 | Rit | Rit |  |  | 0     | 20º  |

| 2001 | Scuderia | Vettura |   |     |   |   |   |   |     |     |     |   |   |     |   |     |    |   |   |  |  | Punti | Pos. |
| ---- | -------- | ------- | - | --- | - | - | - | - | --- | --- | --- | - | - | --- | - | --- | -- | - | - |  |  | ----- | ---- |
| 2001 | Sauber   | C20     | 4 | Rit | 3 | 7 | 6 | 9 | Rit | Rit | Rit | 6 | 6 | Rit | 6 | Rit | 11 | 6 | 9 |  |  | 12    | 8º   |

| 2002 | Scuderia | Vettura |     |   |     |    |   |     |   |    |   |   |   |   |   |    |    |   |   |  |  | Punti | Pos. |
| ---- | -------- | ------- | --- | - | --- | -- | - | --- | - | -- | - | - | - | - | - | -- | -- | - | - |  |  | ----- | ---- |
| 2002 | Sauber   | C21     | Rit | 5 | Rit | 10 | 4 | Rit | 8 | 12 | 7 | 6 | 7 | 6 | 9 | 10 | 10 | 9 | 7 |  |  | 7     | 10º  |

| 2003 | Scuderia | Vettura |     |   |     |    |    |     |    |     |   |    |    |    |   |   |   |   |  |  |  | Punti | Pos. |
| ---- | -------- | ------- | --- | - | --- | -- | -- | --- | -- | --- | - | -- | -- | -- | - | - | - | - |  |  |  | ----- | ---- |
| 2003 | Sauber   | C22     | Rit | 8 | Rit | 10 | 10 | Rit | 11 | Rit | 8 | 13 | 17 | 10 | 9 | 9 | 5 | 9 |  |  |  | 6     | 14º  |

| 2004 | Scuderia | Vettura |     |     |    |     |     |   |    |   |     |    |    |     |    |    |    |    |    |     |  | Punti | Pos. |
| ---- | -------- | ------- | --- | --- | -- | --- | --- | - | -- | - | --- | -- | -- | --- | -- | -- | -- | -- | -- | --- |  | ----- | ---- |
| 2004 | Jordan   | EJ14    | Rit | Rit | 15 | Rit | Rit | 7 | 10 | 8 | Rit | 16 | 15 | Rit | 12 | 11 | 14 | 13 | 13 | Rit |  | 3     | 18º  |

| 2005 | Scuderia | Vettura |     |   |     |   |    |   |   |     |    |    |    |    |   |     |    |  |  |  |  | Punti | Pos. |
| ---- | -------- | ------- | --- | - | --- | - | -- | - | - | --- | -- | -- | -- | -- | - | --- | -- |  |  |  |  | ----- | ---- |
| 2005 | Williams | FW27    | Rit | 3 | Rit | 6 | 10 | 2 | 2 | Rit | NP | 14 | 12 | 11 | 6 | Rit | SP |  |  |  |  | 28    | 11º  |

| 2006 | Scuderia   | Vettura |    |     |   |    |    |   |   |   |   |     |   |     |   |    |   |   |   |    |  | Punti | Pos. |
| ---- | ---------- | ------- | -- | --- | - | -- | -- | - | - | - | - | --- | - | --- | - | -- | - | - | - | -- |  | ----- | ---- |
| 2006 | BMW Sauber | F1.06   | 12 | Rit | 4 | 13 | 10 | 8 | 7 | 7 | 7 | Rit | 8 | Rit | 3 | 14 | 8 | 7 | 8 | 17 |  | 23    | 9º   |

| 2007 | Scuderia   | Vettura |   |   |   |     |   |   |     |   |   |   |   |   |   |   |    |   |   |  |  | Punti | Pos. |
| ---- | ---------- | ------- | - | - | - | --- | - | - | --- | - | - | - | - | - | - | - | -- | - | - |  |  | ----- | ---- |
| 2007 | BMW Sauber | F1.07   | 4 | 4 | 4 | Rit | 6 | 2 | Rit | 5 | 6 | 6 | 3 | 4 | 4 | 5 | 14 | 7 | 6 |  |  | 61    | 5º   |

| 2008 | Scuderia   | Vettura |   |   |   |   |   |    |   |    |   |   |    |   |   |   |   |   |   |    |  | Punti | Pos. |
| ---- | ---------- | ------- | - | - | - | - | - | -- | - | -- | - | - | -- | - | - | - | - | - | - | -- |  | ----- | ---- |
| 2008 | BMW Sauber | F1.08   | 2 | 6 | 4 | 9 | 5 | 14 | 2 | 13 | 2 | 4 | 10 | 9 | 2 | 5 | 6 | 9 | 5 | 10 |  | 60    | 6º   |

| 2009 | Scuderia   | Vettura |    |   |    |    |   |    |    |    |    |    |    |   |   |     |   |     |   |  |  | Punti | Pos. |
| ---- | ---------- | ------- | -- | - | -- | -- | - | -- | -- | -- | -- | -- | -- | - | - | --- | - | --- | - |  |  | ----- | ---- |
| 2009 | BMW Sauber | F1.09   | 10 | 2 | 12 | 19 | 7 | 11 | 11 | 15 | 10 | 11 | 11 | 5 | 7 | Rit | 6 | Rit | 5 |  |  | 19    | 13º  |

| 2010 | Scuderia | Vettura |  |  |  |  |  |  |  |  |  |  |  |  |  |  |     |   |   |    |    | Punti | Pos. |
| ---- | -------- | ------- |  |  |  |  |  |  |  |  |  |  |  |  |  |  | --- | - | - | -- | -- | ----- | ---- |
| 2010 | Sauber   | C29     |  |  |  |  |  |  |  |  |  |  |  |  |  |  | Rit | 8 | 9 | 17 | 11 | 6     | 18º  |

| 2011 | Scuderia | Vettura |    |   |    |   |   |   |     |    |   |     |     |  |  |  |  |  |  |  |  | Punti | Pos. |
| ---- | -------- | ------- | -- | - | -- | - | - | - | --- | -- | - | --- | --- |  |  |  |  |  |  |  |  | ----- | ---- |
| 2011 | Renault  | R31     | 12 | 3 | 12 | 7 | 8 | 8 | Rit | 10 | 8 | Rit | Rit |  |  |  |  |  |  |  |  | 34    | 11º  |

| Legenda | 1º posto     | 2º posto | 3º posto    | A punti         | Senza punti/Non class.  | Grassetto – Pole position Corsivo – Giro più veloce |
| Legenda | Squalificato | Ritirato | Non partito | Non qualificato | Solo prove/Terzo pilota | Grassetto – Pole position Corsivo – Giro più veloce |

### Risultati nel WEC
| Anno    | Squadra          | Classe | Vettura            | SEB | SPA | LMS | SIL | SÃO | BHR | FUJ | SHA |     | Punti | Pos. |
| ------- | ---------------- | ------ | ------------------ | --- | --- | --- | --- | --- | --- | --- | --- | --- | ----- | ---- |
| 2012    | Rebellion Racing | LMP1   | Lola B12/60-Toyota | 17  | 5   | 3   |     |     |     |     |     |     | 42,5  | 14°  |
| Anno    | Squadra          | Classe | Vettura            | SIL | SPA | LMS | SÃO | COA | FUJ | SHA | BHR |     | Punti | Pos. |
| 2013    | Rebellion Racing | LMP1   | Lola B12/60-Toyota | 5   | 5   | 25  | 3   | 4   |     |     |     |     | 48    | 8°   |
| Anno    | Squadra          | Classe | Vettura            | SIL | SPA | LMS | COA | FUJ | SHA | BHR | SÃO |     | Punti | Pos. |
| 2014    | Rebellion Racing | LMP1   | Lola B12/60-Toyota | 4   | 7   | 4   | 7   | 12  | 7   | 7   | 8   |     | 64,5  | 10°  |
| Anno    | Squadra          | Classe | Vettura            | SIL | SPA | LMS | NÜR | COA | FUJ | SHA | BHR |     | Punti | Pos. |
| 2015    | Rebellion Racing | LMP1   | Lola B12/60-Toyota |     |     | 19  | 16  | 15  |     |     |     |     | 2     | 29°  |
| Anno    | Squadra          | Classe | Vettura            | SIL | SPA | LMS | NÜR | MEX | COA | FUJ | SHA | BHR | Punti | Pos. |
| 2016    | Rebellion Racing | LMP1   | Lola B12/60-Toyota | 4   | 4   | 13  | 17  |     |     |     |     |     | 25,5  | 14°  |
| Legenda |                  |        |                    |     |     |     |     |     |     |     |     |     |       |      |

### Risultati in Formula E
| Stagione | Team               | Vettura                  | 1       | 2      | 3       | 4       | 5       | 6       | 7      | 8      | 9       | 10     | 11      | 12    | Pos | Punti |
| -------- | ------------------ | ------------------------ | ------- | ------ | ------- | ------- | ------- | ------- | ------ | ------ | ------- | ------ | ------- | ----- | --- | ----- |
| 2014-15  | Venturi Grand Prix | Spark-Renault SRT_01E    | PEC 13† | PUT SQ | PDE 10  | BNA 8   | MIA 12  | LBH 11  | MON 10 | BER 5  | MOS 3   | LON 13 | LON Rit |       | 12º | 31    |
| 2015-16  | Mahindra Racing    | Spark-Mahindra M2ELECTRO | PEC 3   | PUT 9  | PDE INF | BNA 7   | MEX 8   | LHB 4   | PAR 12 | BER 7  | LON 13  | LON 7  |         |       | 10º | 53    |
| 2016-17  | Mahindra Racing    | Spark-Mahindra M3ELECTRO | HKG 3   | MAR 9  | BNA 15  | MEX 13  | MON 3   | PAR 3   | BER 3  | BER 10 | NYC Rit | NYC 3  | MTR Rit | MTR 5 | 7º  | 88    |
| 2017-18  | Mahindra Racing    | Spark-Mahindra M4ELECTRO | HKG 3   | HKG 16 | MAR 7   | SAN Rit | MEX Rit | PDE Rit | ROM 16 | PAR 11 | BER 10  | ZUR 6  | NYC 6   | NYC 8 | 11º | 42    |

† Indica quei piloti che non hanno concluso la gara ma vengono ugualmente classificati per averne percorso almeno il 90%.

* Indica che il campionato è ancora in corso.